# Fusulculus albus
Fusulculus albus är en snäckart som beskrevs av Bouchet och Geerat J. Vermeij 1998. Fusulculus albus ingår i släktet Fusulculus och familjen Pseudolividae. Inga underarter finns listade i Catalogue of Life.